# William Ruto
William Samoei Arap Ruto (Kamagut (Kenya), 21 de desembre de 1966) és un polític kenyà, actual president electe de Kenya. Ha exercit com a vicepresident de Kenya des de 2013. A les eleccions presidencials de 2013, Ruto va ser elegit vicepresident al costat del president Uhuru Kenyatta, dins de la coalició Aliança Jubilea, formada per quatre partits polítics. Ruto va ser diputat a l'Assamblea Nacional de Kenya entre 1998 i 2013. Va exercir com a Ministre d'Interior a l'administració de Daniel Arap Moi d'agost a desembre de 2002. Més tard va exercir a l'administració de Mwai Kibaki com a Ministre d'Agricultura del 2008 al 2010 i com a Ministre d'Educació Superior d'abril a octubre de 2010. Va ser escollit president de Kenya a les eleccions presidencials de 2022, celebrades l'agost del mateix any.